# Апостроф (диакритический знак)
Апостро́ф (др.-греч. ἀπόστροφος) — надстрочный диакритический знак греческой письменности (в политонической орфографии, использовавшейся с древнегреческих времён до реформ конца XX века) и кириллической церковнославянской письменности. Представляет собой соединение знака тонкого придыхания (псили́) и тяжёлого ударения (вари́и), выглядит как ῍. В церковнославянском языке встречается только над первой буквой в немногих словах, большей частью для различия от омографов: е, и, иже, имже, имъ, ихже, ихъ, у, убо, ю, я, яже.